# Bibliographie d'esthétique
Pour les articles homonymes, voir Esthétique (homonymie).
 (février 2012).

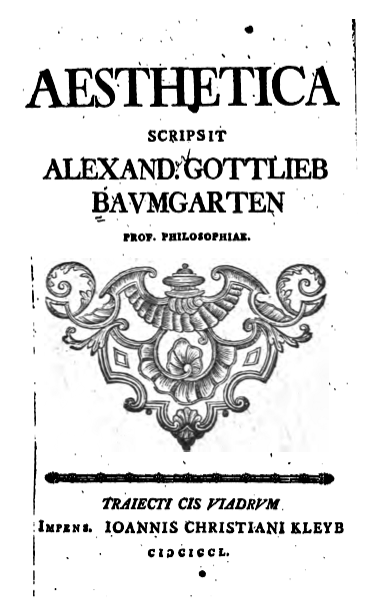
Première page de Æsthetica (1750) de Baumgarten

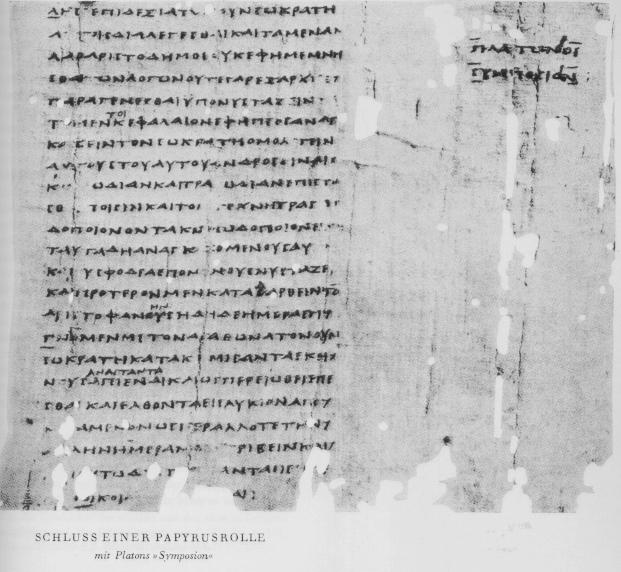
Manuscrit sur papyrus : Le Banquet, de Platon.

Bibliographie détaillée sur l'esthétique et la philosophie de l'art.

## Esthétique (général)
- Marc Jimenez, Qu'est-ce que l'esthétique (éd. Gallimard 1997), La Querelle de l’art contemporain (éd. Gallimard 2005)
- Norbert-Bertrand Barbe, Arturo Andrès Roig y el problema epistemológico (UNAN, 1998, éd. Bès 2006), Questions d'esthétique générale (éd. Bès 2010)
- Jacques Rancière (1940-), Malaise dans l'esthétique (éd. Galilée 2004)
- Pierre Demeulenaere, Une théorie des sentiments esthétiques (éd. Grasset 2002)
- Alain Badiou (1937-), Petit manuel d'inesthétique (éd. Seuil 1998)
- Élisabeth Lebovici, Didier Semin, Ramon Tio Bellido (dir.), La Place du goût dans la production philosophique des concepts et leur destin critique (1992)
- Luc Ferry (1951-), Homo aestheticus, l'invention du goût à l'âge démocratique (1990, éd. Livre de Poche 1991)
- Monroe Beardsley (1915-1985), Aesthetics: Problems in the Philosophy of Criticism (1958) (en) 2
- Mikel Dufrenne (1910-1995), Phénoménologie de l'expérience esthétique (1953, éd. PUF 2002), Le Poétique (1963), Esthétique et philosophie (1967-1981, éd. Klincksieck 1980-1991), Art et politique (1974)
- Theodor W. Adorno (1903-1969), Théorie esthétique (éd. Klincksieck, 2004)
- Raymond Bayer (1898-1959), Histoire de l'esthétique (1961)
- Émile Durkheim (1858-1917), Trois leçons sur l'Esthétique, dans son Cours de philosophie (1884)
- Bernard Bosanquet, A history of aesthetic (1892)
- Joris-Karl Huysmans (1848-1907), Écrits sur l'art (éd. GF-Flammarion, 2008)
- Friedrich Schleiermacher (1768-1834), Esthétique (éd. Le Cerf, 2004)
- Goethe (1749-1832), Écrits sur l'art (éd. GF-Flammarion, 1997)
- David Hume (1711-1776), Essais esthétiques (éd. GF-Flammarion, 2000)

## Concepts

### Le beau
- Platon (428/427-347/346)
  - Le Banquet.
  - Hippias majeur.
  - Phèdre.
  - Phédon.
  - La République.
- Aristote (384-322), Métaphysique, livre M, ch. 3.
- Cicéron (106-43), Tusculanes, livre IV, ch. 7.
- Plotin (205-270)
  - Traité 1 Du Beau (ΠΕΡΙ  ΤΟΥ  ΚΑΛΟΥ) (grc).
  - Traité 28 De la beauté intelligible (ΠΕΡΙ  ΤΟΥ  ΝΟΗΤΟΥ  ΚΑΛΛΟΥΣ) dans les Ennéades (entre 254 et 270).
- Yves-Marie André (1675-1764), Essai sur le beau (1741)
- Diderot (1713-1784), Encyclopédie, article « Beau ».
- Voltaire (1694-1778), Dictionnaire philosophique portatif, article « Beau ».
- Kant (1724-1804), « Analytique du beau » (dans la Critique de la faculté de juger) (1790).
- Burke (1729-1797), Recherche philosophique sur l'origine de nos idées du sublime et du beau.
- Hegel (1770-1831), « L'Idée de beau » (dans l'Esthétique) (d'après des cours des années 1820).
- Jean Lacoste, L’Idée de beau, (Bordas 1986).
- Umberto Eco (dir.), Histoire de la beauté, (Flammarion 2004).
- François Cheng (1929-), Cinq méditations sur la beauté, (Albin Michel 2006).

### Le sublime
- Pseudo-Longin, Du Sublime
- Burke (1729-1797), Recherche philosophique sur l'origine de nos idées du sublime et du beau (1757)
- Kant, Observations sur le sentiment du beau et du sublime (1764) et « Analytique du sublime » (dans la Critique de la faculté de juger) (1790)
  - Jean-François Lyotard (1924-1998), Leçons sur l'analytique du sublime (Galilée 1991)
- Schiller (1759-1805), Du Sublime (1798)

### La création artistique
- Platon, Ion.
- Aristote
  - Éthique à Nicomaque, livre VI, ch.4 (wikisource).
  - Métaphysique, livre E, ch. 1.
  - Poétique, notamment ch. 4.
- Kant, « Analytique du sublime », §§43-54 (dans la Critique de la faculté de juger) (1790).
- Friedrich Nietzsche (1844-1900)
  - Vérité et mensonge au sens extra-moral.
  - Considérations inactuelles III et IV.
  - Humain, trop humain, partie IV.
  - Crépuscule des idoles, « Divagations d'un inactuel ».
- Paul Valéry (1871-1945), Pièces sur l'art.
- André Breton (1896-1966), Manifeste du surréalisme.

### L'objet d'art
- Benjamin (1892-1940), L'Œuvre d'art à l'époque de sa reproductibilité technique (1935).
- Heidegger (1889-1976), « L'origine de l'œuvre d'art » (dans Chemins qui ne mènent nulle part) (1950).
- Arendt (1906-1975), Condition de l'homme moderne (1958) et La Crise de la culture (1961).
- Danto (1924-2013), « Le monde de l'art » (1964) et La transfiguration du banal (1981).
- Genette (1930-), L'Œuvre de l'art, vol. 1 : « immanence et transcendance » (1994), vol. 2 : « la relation esthétique » (1997).

### Les langages de l'art
- Wittgenstein (1889-1951)
  - Investigations philosophiques (1949)
  - Leçons et conversations sur l'esthétique, la psychologie et la croyance religieuse (trad. fr. Gallimard 1992).
- Gadamer (1900-2002), Vérité et Méthode (1960).
- Goodman (1906-1998)
  - Langages de l'art (1968).
  - Manières de faire des mondes (1978).
  - Reconceptions in Philosophy and other Arts and Sciences (avec Catherine Z. Elgin, 1988).
- Ricœur (1913-2005), La Métaphore vive (1975).
- Jauss (1921-1997), Pour une esthétique de la réception (trad. fr. Gallimard 1975).
- Eco (1932-2016), Lector in fabula (1979) et Sémiotique et philosophie du langage (1984).
- Deleuze (1925-1995), Qu'est-ce que la philosophie ? (avec Félix Guattari) (1991).
  - Mireille Buydens, Sahara. L'esthétique de Gilles Deleuze (Vrin rééd. 2005).
  - Anne Sauvagnargues, Deleuze et l'art (PUF 2005).

## Arts

### Beaux-arts
- Batteux (1713-1780), Les beaux-arts réduits à un même principe (1746)
- Lessing (1729-1781), Laocoon (1766)
- Hegel, Esthétique (1818-1829)

#### La musique
- Platon, La République (par ex. livre III, 401c-402a).
- Aristote, Politiques, livre VIII.
- Augustin (354-430 ap. J.-C.), Traité de la musique.
- Boèce (480-525), L'Institution musicale.
- Schopenhauer (1788-1860), Le monde comme volonté et comme représentation (par ex. livre III, ch.52)  (1819, 1844) (wikisource).
  - Clément Rosset (1939-), L'Esthétique de Schopenhauer (PUF, 1969).
- Wagner (1813-1883), Beethoven (1870).
- Nietzsche
  - La Naissance de la tragédie (1872).
  - Crépuscule des idoles, « Divagations d'un inactuel », §§ 8-11 (1888).
  - Le Cas Wagner (1888).
  - Nietzsche contre Wagner (1889).
- Adorno, Philosophie de la nouvelle musique (Gallimard, 1979).
- Lacoue-Labarthe, Musica ficta : figures de Wagner, Bourgois, 1991.
- Castoriadis (1922-1997), Fenêtre sur le Chaos (publication Seuil 2007).
- Badiou, Cinq leçons sur le 'cas' Wagner, Nous, 2010.
- Jankélévitch, La musique et l'ineffable, Armand Colin, 1961.
- Bernard Sève, l'altération musicale, Seuil, 2013.

#### La poésie
- Platon, Ion.
- Aristote, Poétique.
- Horace (65-27 av. J.-C.), Art poétique.
- Boileau (1636-1711), Art poétique (1674).
- Vico (1668-1744), La Science nouvelle (1725-1744).
- Baudelaire (1821-1867), L'Art romantique (GF-Flammarion 1999).
- Rilke (1875-1926), Lettres à un jeune poète (1903-1908).
- Jacques Maritain (1882-19973), L'intuition créatrice dans l'art et dans la poésie, Desclée de Brouwer, 1966.
- Bachelard (1884-1962)[1]
  - La Psychanalyse du feu (1938).
  - Lautréamont (1939).
  - L'Eau et les Rêves (1942).
  - L'Air et les songes (1943).
  - La Terre et les rêveries du repos (1946).
  - La Terre et les rêveries de la volonté (1948).
  - La Flamme d'une chandelle (1961).
  - Fragments d'une poétique du feu (posthume).
- Heidegger
  - Acheminement vers la parole (1959) (trad. fr. Gallimard 1976).
  - Approche de Hölderlin (1962).
- Breton, Manifestes du surréalisme (1er 1924, 2e 1930).
- René Char (1907-1988), Feuillets d'Hypnos (1946), repris dans Fureur et mystère (1948)

#### La danse
- Nietzsche, Ainsi parlait Zarathoustra (1885)[2].
- Bergson, Essai sur les données immédiates de la conscience, ch. 1 : « De l'intensité des états psychologiques » (Alcan, 1889).
- Valéry, L'Âme et la danse.
- Badiou, « La danse comme métaphore de la pensée », in Petit manuel d'inesthétique.

#### Le théâtre
- Platon, République, livres III et X
- Aristote, Poétique
- Érasme (1469-1536), Éloge de la Folie (1509)
- François Hédelin, La Pratique du Théâtre, (1657 ou 1669)
- Pierre Corneille (1606-1684), Trois discours sur le poème dramatique (1660).
- Rousseau, Lettre à d'Alembert sur les spectacles (1758)
- Denis Diderot, Paradoxe sur le comédien (1769)
- Lessing, La dramaturgie de Hambourg (1767)
- Hölderlin (1770-1843), Remarques sur Sophocle (1804) et Lettre à Bohlendorff (4 décembre 1801)
- Schelling (1775-1854), Lettres philosophiques sur le dogmatisme et le criticisme (1797) et Philosophie de l'art (1802-1803)
- Kierkegaard (1813-1855), « Le reflet du tragique ancien sur le tragique moderne » (dans Ou bien... ou bien), La Reprise (1843)
- Nietzsche, La Naissance de la tragédie (1872) et Le Cas Wagner (1888)
- Bergson (1859-1941), Le Rire (1899)
- Artaud (1896-1948), Le Théâtre et son double (1938)
- Sartre, Un théâtre de situations (1973)
- Lacoue-Labarthe, Métaphrasis, suivi de Le Théâtre de Hölderlin (1998)

#### La peinture
- Pline l'Ancien (23-79 ap. J.-C.), Histoire naturelle, livre XXXV.
- Diderot, Essais sur la peinture et Salons (1759-1781).
- Kandinsky (1866-1944)
  - Du spirituel dans l'art et dans la peinture en particulier (1910).
  - Point et ligne sur plan (1991 fr.).
- Klee (1879-1940), Théorie de l'art moderne (1998 fr.).
- Breton, Le Surréalisme et la Peinture (1928).
- Merleau-Ponty (1908-1961), L'Œil et l'Esprit (1961).
- Derrida (1930-2004), La Vérité en peinture (1978).
- Deleuze, Francis Bacon : Logique de la sensation (1981).
- Lyotard, Que peindre ? : Adami, Arakawa, Buren (1987).
- Michel Henry (1922-2002), Voir l'invisible. Sur Kandinsky (1988).
- Todorov (1939-)
  - Éloge du quotidien : essai sur la peinture hollandaise du XVIIe siècle (1993).
  - Éloge de l’individu : essai sur la peinture flamande de la Renaissance (2000).

#### La sculpture
- Xénocrate d'Athènes (IIIe siècle av. J.-C. ; sculpteur), Traités sur la sculpture en bronze et sur la peinture (perdus, voir Pline l'Ancien, Histoire naturelle, livre XXXIV, §19 et livre XXXV, §36) (en)

#### L'architecture
- Vitruve (~90-20 av. J.-C.), De architectura.
- Diderot et d'Alembert, Encyclopédie, Article « Architecture ».
- Nietzsche, Crépuscule des idoles, « Divagations d'un inactuel », §11 (1888).
- Nikolaus Pevsner, A History of the Building Types (1976);
- Norbert-Bertrand Barbe, Una Historia Moderna de la Arquitectura Siglos XII-XVIII (éd. Bès 2007), Historia Contemporánea de la Arquitectura Siglos XIX-XXI (éd. Bès 2009).

### Littérature
- Sartre (1905-1980), Qu'est-ce que la littérature ? (1947)
- Gilles Deleuze, Dialogues, chapitre 2, (1977)
- Blanchot (1907-2003), L'Espace littéraire (1955)
- Barthes (1915-1980), Le Degré zéro de l'écriture (1953)
- Jauss, Pour une herméneutique littéraire (trad. fr. Gallimard 1988)
- Derrida, L'Écriture et la différence (1967) et La Dissémination (1972)
- Todorov, Théorie de la littérature (1965)
- Lacoue-Labarthe (1940-2007) et Nancy (1940-), L'Absolu littéraire (1978)

#### Le roman
- Lukács (1885-1971), La Théorie du roman (1916)
- Bakhtine (1895-1975), Esthétique et théorie du roman (1978, posthume)
- Goldmann (1913-1970), Pour une sociologie du roman (1973)
- Kundera (1929-), L'Art du roman (1986)

#### La nouvelle
- Baudelaire, Notes nouvelles sur Edgar Poe

#### La rhétorique
- Platon, Ménexène et Gorgias
- Aristote, Rhétorique
- Quintilien (Ier ap. J.-C.), De l'institution oratoire
- Dante (1265-1321), De l'éloquence en langue vulgaire (1303-1304)
- Fontanier (1765-1844), Les Figures du discours
- Chaïm Perelman, L'empire rhétorique. Rhétorique et argumentation, Vrin, 2000.

### Autres

#### L'opéra
- Wagner, Opéra et Drame (1851)
- Nietzsche, Le Cas Wagner (1888)

#### L'art populaire: fête et jeux
- Nietzsche, La Naissance de la tragédie (1872)
- Bakhtine, L'Œuvre de François Rabelais et la culture populaire au Moyen Âge et sous la Renaissance (1965)
- Bastide (1898-1974), Le Rêve, la transe et la folie (1972)
- Caillois (1913-1978), Les Jeux et les hommes : le masque et le vertige (1958)
- Duvignaud (1921-2007), Fêtes et civilisations (1974)

#### La photographie
- Benjamin, Petite histoire de la photographie (1931)
- Barthes, Rhétorique de l'image (1964) et La Chambre claire, Note sur la photographie (1980)

#### Le cinéma
- Bergson, L'Évolution créatrice, partie IV (1907).
- Heidegger, « D'un entretien sur la parole », in Acheminement vers la parole (1959).
- Kracauer, De Caligari à Hitler : une histoire psychologique du cinéma allemand (1947).
- Benjamin, L'Œuvre d'art à l'époque de sa reproductibilité technique (1935).
- Fondane, Écrits pour le cinéma, rééd. en 2007.
- Merleau-Ponty, Le Cinéma et la nouvelle psychologie (1945).
- Malraux, Esquisse d'une psychologie du cinéma (1946).
- Bresson, Notes sur le cinématographe (1975).
- Bazin, Qu'est-ce que le cinéma ? (1968).
- Morin, Le Cinéma ou l'homme imaginaire (1956).
- Cavell (1926-)
  - La Projection du monde (trad. fr. 1999).
  - À la recherche du bonheur – Hollywood et la comédie du remariage (trad. fr. 1993).
  - Le cinéma nous rend-il meilleurs ? (trad. fr. 2003).
  - Philosophie des salles obscures : Lettres pédagogiques sur un registre de la vie morale (trad. fr. 2011).
  - Élise Domenach, Stanley Cavell, le cinéma et le scepticisme (2011).
- Deleuze
  - Cours sur le cinéma.
  - L'image-mouvement. Cinéma 1 (1983).
  - L'image-temps. Cinéma 2 (1985).
  - Pierre Montebello, Deleuze, philosophie et cinéma (Vrin, 2008).
- Badiou (1937-)
  - Cinéma (rééd. 2010).
  - « Le cinéma comme faux mouvement », repris dans le Petit manuel d'inesthétique (1998).
- Carroll, La Philosophie des films (trad. fr. 2015).
- Žižek (1949-)
  - Tout ce que vous avez toujours voulu savoir sur Lacan sans jamais oser le demander à Hitchcock (1988).
  - Vous avez dit totalitarisme ? Cinq interventions sur les (més)usages d'une notion (2004).
  - Bienvenue dans le désert du réel (2005).
- Rancière (1940-)
  - Arrêt sur histoire (avec Jean-Louis Comolli, 1997).
  - La Fable cinématographique (2001).
  - Le Spectateur émancipé (2008).
  - Les Écarts du cinéma (2011).
  - Béla Tarr, le temps d'après (2011).
  - Figures de l'histoire (2012).
- Clélia Zernik
  - Perception-cinéma. Les enjeux stylistiques d'un dispositif (2010).
  - L'œil et l'objectif : La psychologie de la perception à l'épreuve du style cinématographique (2013).
  - Les Sept Samouraïs de Akira Kurosawa : Chorégraphies (2013).

#### La bande dessinée
- Francis Lacassin, Pour un neuvième art : la bande dessinée, Genève, Slatkine, 1982, 510 p. (ISBN 978-2-05-000207-4).
- Benoît Peeters, Lire la bande dessinée, Paris, Flammarion, 2010, 192 p. (ISBN 978-2-08-124485-6).

#### La publicité
- Norbert-Bertrand Barbe, Deux essais pour comprendre la publicité aujourd'hui (2004)
- Barthes, Mythologies (1965), Rhétorique de l'image (1964)

#### Art et mythologie
- Lessing, Laocoonte
- Hegel, Phénoménologie de l'esprit, VII : La Religion (1807)
- Schelling, Philosophie de la mythologie (leçons de 1842 et de 1847-1852)
- Erwin Panofsky, Essais d'iconologie (1939), Meaning in the Visual Arts (éd. Princeton University Press 1955)
- Jean-Marie Vaysse, Schelling : Art et mythologie (Ellipses Marketing 2004)
- Nietzsche, La Naissance de la tragédie (1872)
  - Ernst Bertram, Nietzsche : Essai de mythologie (1918, Félin 2007)

#### Art et sexualité
- L'érotisme et la séduction
  - Sappho (VIIe av. J.-C.), Poèmes
  - Platon, Banquet et Phèdre
  - Ovide (43 av. J.-C. - 17 ap.), Les Amours et L'Art d'aimer
  - Le Kâmasûtra
  - Marquis de Sade (1740-1814), La Philosophie dans le boudoir (1795) et Idée sur les romans
  - Hegel, Phénoménologie de l'esprit, IV : La Vérité de la certitude de soi-même (1807)
  - Kierkegaard, L'alternative (1843)
  - Bataille (1897-1962), L'Érotisme (1957) et Les Larmes d'Éros (1961)
  - Levinas (1906-1995), Totalité et Infini (1961)
  - Deleuze et Guattari, Capitalisme et schizophrénie, vol. 1 : L'Anti-Œdipe (1972), vol. 2 : Mille Plateaux (1980)
  - Foucault (1926-1984), Histoire de la sexualité, vol. 1 : « La volonté de savoir » (1976), vol. 2 : « L'usage des plaisirs » (1984), vol. 3 : « Le souci de soi » (1984)
  - Baudrillard (1929-2007), De la Séduction (1979)
  - Perniola, Le Sex-appeal de l'inorganique, Paris, Léo Scheer, 2003.
- La pornographie
  - Gombrowicz (1904-1969), La Pornographie (1960)
  - Ogien, Penser la pornographie (2003)
  - Ogien, La Liberté d'offenser : Le sexe, l'art et la morale, La Musardine, 2007.

#### Art et politique
- Maurras (1868-1952), Anthinéa : d'Athènes à Florence (1901)
- Breton, Les Vases communicants (1932)
- Debord (1931-1994), La Société du spectacle (1967)
- Castoriadis, L'Institution imaginaire de la société (1975) et Ce qui fait la Grèce, 1. D'Homère à Héraclite (publication 2004)
- Rancière, Le Partage du sensible : Esthétique et politique (2000)

#### Dandysme
- Daniel Salvatore Schiffer, Philosophie du dandysme : Une esthétique de l'âme et du corps, PUF, 2008.

## Périodes et mouvements

### Esthétiqueantique
- Platon
  - Le Banquet
  - Hippias majeur
  - Phèdre
  - Phédon
  - La République
- Aristote
  - Poétique
  - Rhétorique
  - Éthique à Nicomaque, VI, 4
  - Politiques, livre VIII
    - Pierre Aubenque (1929-), Le Problème de l'être chez Aristote. Essai sur la problématique aristotélicienne (éd. PUF 1962)
- Xénocrate d'Athènes (IIIe siècle av. J.-C. ; sculpteur), Traités sur la sculpture en bronze et sur la peinture (perdus, voir Pline l'Ancien, Histoire naturelle) (en)
- Vitruve, De Architectura
- Horace, Art poétique
- Plotin
  - Traité 1 Du Beau (ΠΕΡΙ  ΤΟΥ  ΚΑΛΟΥ) (grc)
  - Traité 28 De la beauté intelligible (ΠΕΡΙ  ΤΟΥ  ΝΟΗΤΟΥ  ΚΑΛΛΟΥΣ) dans les Ennéades (entre 254 et 270)
- Pseudo-Longin, Du Sublime
- Augustin, Traité de la musique
- Boèce, L'Institution musicale

### Sur l'esthétique médiévale
- Umberto Eco, Le Problème esthétique chez Thomas d'Aquin (éd. PUF 1993, thèse de doctorat de 1956 remaniée)
- Umberto Eco, Art et beauté dans l'esthétique médiévale  (1997, éd. Le Livre de Poche 2002, version remaniée de 1959)
- Gilbert Lascault, Le Monstre dans l'art occidental (éd. Klincksieck 1963)

### Renaissance
- Marsile Ficin (1433-1499), Commentaire sur le Banquet de Platon, De l'amour (éd. Les Belles Lettres 2002)
- Erwin Panofsky, Essais d'iconologie (1939), Renaissance and Renascences in Western Art (éd. Princeton University 1960)
- Mikhaïl Bakhtine (1895-1975), L'Œuvre de François Rabelais et la Culture populaire au Moyen Âge et sous la Renaissance (1965)
- Frances Yates (1899-1981), L'Art de la mémoire (1966, éd. Gallimard 1987)
- Gilbert Lascault, Le monstre dans l'art occidental (éd. Klincksieck 1963)

### Esthétique classique
- Pierre Corneille, Discours du poème dramatique (1660)
- Nicolas Boileau, Art poétique (1674)
- Francis Hutcheson (1694-1746), Recherches sur l'origine des idées que nous avons de la beauté et de la vertu (An inquiry into the Original of our Ideas of beauty and virtue) (1725)
- David Hume, (en), Les essais esthétiques (Hume's Aesthetics) (varia) dont Dissertation sur le critère du goût (Of the Standard of Taste) (1757) (fr) (en)
- Charles Batteux, Les beaux-arts réduits à un même principe (1746)
- Denis Diderot, Recherches philosophiques sur l’origine et la nature du beau et Art dans l'Encyclopédie (1750-1765), Essais sur la peinture et Salons (1759-1781)
- Alexander Gottlieb Baumgarten (1714-1762), Esthétique (Ästhetica) (1750 et 1758)
- Johann Georg Sulzer (1720-1779), Essais de physique appliqués à la morale (1751) et Nouvelle théorie des plaisirs (1767)
- Emmanuel Kant, Observations sur le sentiment du beau et du sublime (1764) et Critique de la faculté de juger (1790)
- Edmund Burke, Recherche philosophique sur l'origine de nos idées du sublime et du beau (1757)
- Lessing, Laocoon (1766)
- Quatremère de Quincy (1755-1849), Considérations morales sur la destination des ouvrages de l’art (1815)

### Esthétique moderne
- Hölderlin, Remarques sur Sophocle (1804) et Lettre à Bohlendorff (4 décembre 1801)
- Hegel, Leçons sur l'esthétique  (1818-1829)
- Schelling
  - Lettres philosophiques sur le dogmatisme et le criticisme (1797)
  - Philosophie de l'art (1802-1803)
  - Philosophie de la mythologie (1842, 1847-1852)
- Goethe (1749-1832), Écrits sur l'art
- Schiller, Lettres sur l'éducation esthétique de l'homme (1795)
- Comte (1798-1857) (fr), Cours de philosophie positive (1830-1842) Catéchisme positiviste ou Sommaire exposition de la religion universelle (1854)
- Schopenhauer, Le monde comme volonté et comme représentation (Die Welt als Wille und Vorstellung) (1818-1844) (fr + de)
- Wagner, Opéra et Drame (1851) et Beethoven (1870)
- Kierkegaard
  - L'alternative (1843)
  - La reprise (1843)
  - La Crise et une crise dans la vie d'une actrice (1848)
  - Point de vue explicatif sur mon œuvre d'écrivain (1851)
- Baudelaire, Salons (1845, 1846, 1859) et L'Art Romantique (1869)
- Nietzsche
  - La Naissance de la tragédie (1872)
  - Humain, trop humain (1878)
  - Ainsi parla (ou parlait) Zarathoustra (1885)
  - Crépuscule des idoles (1888)
  - Le Cas Wagner (1888)
  - Nietzsche contre Wagner (1889)
- Rilke, Lettres à un jeune poète (1903-1908)

### Esthétique duXXe

#### Phénoménologie et Herméneutique
- Handbook of Phenomenological Aesthetics. Edited by Hans Rainer Sepp and Lester Embree. (Series: Contributions To Phenomenology, Vol. 59) Springer, Dordrecht / Heidelberg / London / New York 2010.  (ISBN 978-90-481-2470-1)
- Martin Heidegger
  - Chemins qui ne mènent nulle part, « L'origine de l'œuvre d'art » (1950)
  - Essais et conférences (1958 fr.)
  - Acheminement vers la parole (1959)
  - Approche de Hölderlin (1962)
- Mikel Dufrenne, Phénoménologie de l'expérience esthétique (1953)
- Hans-Georg Gadamer
  - Vérité et Méthode (1960)
  - L'art de comprendre. Écrits I : herméneutique et tradition philosophique (1982 fr.)
- Hannah Arendt
  - Condition de l'homme moderne, IV : « L'œuvre » (1958)
  - La Crise de la culture, VI : « La crise de la culture » (1961)
- Maurice Merleau-Ponty, L'Œil et l'Esprit (1961)
- Jean-Paul Sartre
  - L’Imaginaire : psychologie phénoménologique de l'imagination (1940)
  - Qu'est-ce que la littérature ? (1947)
  - Saint Genet : comédien et martyr (1952)
  - Un théâtre de situations (1973)
- Maurice Blanchot, L'espace littéraire (1955)
- Paul Ricœur, La métaphore vive (1975)
- Hans Robert Jauss
  - Pour une esthétique de la réception (1975 fr.)
  - Pour une herméneutique littéraire (1988 fr.)
  - Petite Apologie de l'expérience esthétique (2007 fr.)

#### Structuralisme
- Roland Barthes
  - Le Degré zéro de l'écriture, (1953)
  - Mythologies (1957)
  - Rhétorique de l'image (1964)
  - S/Z (1970)
  - La Chambre claire, Note sur la photographie (1980)
- Gérard Genette, L'Œuvre de l'art, vol. 1 : « immanence et transcendance » (1994), vol. 2 : « la relation esthétique » (1997)

#### L'école de Francfort
Œuvres :
- Théodore Adorno (1903-1969), Théorie esthétique (Ästhetische Theorie) (éd. 1970)
- Walter Benjamin (1892-1940)
  - Le concept de critique esthétique dans le romantisme allemand (1919)
  - Petite histoire de la photographie (Kleine Geschichte der Photographie) (1931)
  - L'Œuvre d'art à l'époque de sa reproductibilité technique (Das Kunstwerk im Zeitalter seiner Technischen Reprodugierbarheit) (1936)
- Herbert Marcuse (1898-1979), La dimension esthétique : pour une critique de l'esthétique marxiste (The aesthetic dimension : toward a critique of Marxist aesthetics) (Die Permanenz der Kunst : Wider eine bestimmte Marxitische Aesthetik) (en) (1977 puis 1978)

Études :
- Marc Jimenez, 	Theodor W. Adorno : art, idéologie et théorie de l'art (1973).

#### Esthétique analytique
Œuvres :
- Ludwig Wittgenstein, Investigations philosophiques, 1953
- Ludwig Wittgenstein, Leçons et conversations sur l'esthétique, la psychologie et la croyance religieuse (Lectures & conversations on aesthetics, psychology and religious belief) (1966)
- Morris Weitz, « le rôle de la théorie en esthétique », 1956
- George Dickie (1926-), Art and the Aesthetic: An Institutional Analysis (1974), The Art Circle (1984)
- Arthur Danto, Le monde de l'art (The Artworld) dans The Journal of Philosophy (1964), p.183-198, La transfiguration du banal : une philosophie de l'art (The Transfiguration of the Commonplace : A Philosophy of Art) (1981, trad. 1989), L'assujettissement philosophique de l'art (The philosophical disenfranchisement of art) (1988)
- Nelson Goodman, Langages de l'art (Languages of Art : An Approach to a Theory of Symbols) (1968) ; avec Catherine Z. Elgin Esthétique et connaissance : pour changer de sujet (Reconceptions in Philosophy and other Arts and Sciences) (1988)
- John Searle (1932-), Sens et expression, ch. IV : « La métaphore » (1982)

Études :
- Daniel Lories, L'art à l'épreuve du concept, Bruxelles, De Boeck, 1996.
- Dominique Chateau, La question de la question de l'art : note sur l'esthétique analytique (Danto, Goodman et quelques autres), Vincennes, PUV, 1994, Épistémologie de l'esthétique (2000), et l'article Art (2004).

#### Esthétique de la différence
- Gilles Deleuze
  - Différence et répétition (1968)
  - Francis Bacon : Logique de la sensation (1981)
  - Qu'est-ce que la philosophie ? (1991)
- Jacques Derrida
  - L'écriture et la différence (1967)
  - La dissémination (1972)
  - La Vérité en peinture (1978)
- Jean-François Lyotard
  - Des dispositifs pulsionnels (1973)
  - Discours, figure (1971)
  - Que peindre ? : Adami, Arakawa, Buren (1987)